# Будьте готовы, Ваше высочество! (фильм)
«Будьте готовы, Ваше высочество!» — советский художественный фильм для детей, поставленный режиссёром Владимиром Попковым по одноимённой повести Льва Кассиля.

## Сюжет
В советский пионерский лагерь «Спартак» на побережье Чёрного моря приезжает отдыхать малолетний наследный принц из некой восточной страны Джунгахоры. Король — старший брат принца — решает, что принцу будет полезно пожить среди простых советских детей. Дэлихьяру предстоит научиться многому, с чем он не сталкивался в своей стране, и найти верных друзей.

## В ролях
- Эльхан Джафаров — принц Дэлихьяр Сурамбук, позднее король Дэлихьяр V
- Татьяна Данилова — Тоня Пашухина
- Григорий Толочко — Тараска Бобунов
- Валерий Егоров — Гелька Пафнулин («граф Нулин»)
- Александр Гуляев — Слава Несметнов
- Олег Весёлый — Витя
- Оксана Бондаренко — Зюзя
- Дмитрий Франько — Михаил Борисович Кравчуков, начальник лагеря
- Андрей Праченко — Юра, вожатый
- Ирина Мазур — Катя, физкультурница
- Сергей Шеметило — заместитель начальника лагеря
- Витольд Янпавлис — официальное лицо
- Лев Окрент — посол страны Джунгахоры

## Съёмочная группа
- Авторы сценария: Владимир Григорьев, Марк Розовский
- Режиссёр-постановщик: Владимир Попков
- Оператор-постановщик: Николай Журавлёв
- Художник-постановщик: Вячеслав Капленко
- Композитор: Марк Карминский
- Звукооператор: Юрий Горецкий

## Награды
- 1978 — Приз зрителей «За лучший фильм для детей на интернациональную тему» на Республиканском кинофестивале в Кировограде[1]